# Veniliornis maculifrons
Veniliornis maculifrons là một loài chim trong họ Picidae.